# Front de libération jurassien
Le Front de libération jurassien (également appelé Front de libération du Jura), plus couramment désigné par le sigle FLJ, est un mouvement séparatiste jurassien ayant opéré entre 1962 et 1993, mais de manière discontinue, lors de la Question jurassienne.
Défenseur de l'action directe, souvent violente, ce groupe vise à obtenir et promouvoir l'indépendance de la région jurassienne vis-à-vis du canton de Berne. Parmi ses cibles figurent notamment des entreprises appartenant à des pro-bernois, des infrastructures militaires, des voies ferrées, des exploitations agricoles, ainsi que des restaurants, hôtels et bâtiments administratifs cantonaux.
Le mouvement adoptait comme slogan : « Le Jura parle français ».

## Historique

### Contexte
La première affaire de « la place d'armes des Franches-Montagnes » jouera un rôle de catalyseur dans la Question jurassienne. En 1956, le Département militaire de la Confédération, qui s'intéressait déjà à cette région depuis les années 1940, engage secrètement des démarches en vue d'acquérir environ 350 hectares de terres agricoles pour y implanter une place d'armes destinée aux blindés. Une fois informée, la population des vingt communes concernées exprime fermement son opposition, soutenue par une majorité des Jurassiens. Face à cette vive contestation et au contexte délicat dans la région, la Confédération décide de renoncer au projet et revend les terres acquises au canton de Berne, tout en conservant un droit de préemption. Le canton de Berne justifie alors cet achat en déclarant avoir acquis ces terrains afin « d'empêcher une affectation de ces immeubles contraire aux vœux de l'opinion publique de la région ».
En 1962, le Département militaire relance son projet d'implantation dans les Franches-Montagnes (cette fois limitée aux communes de Montfaucon, Les Genevez et Lajoux), cette fois avec l'intention d'y établir un centre militaire pour les chevaux ainsi qu'une place d'armes pour la cavalerie. Pour ce faire, le canton de Berne revend les terres concernées à la Confédération. La population locale, qui s'était déjà fermement opposée à la création d'une place d'armes six ans auparavant, se sent trahie par les autorités fédérales et par le Conseil-exécutif bernois,. Les séparatistes saisissent cette affaire pour illustrer l'inaction du canton de Berne face à la Confédération et son incapacité à défendre la volonté des Jurassiens. La résistance locale s'engage.
En septembre 1962, le premier-lieutenant de l'armée suisse, Romain Berberat, prononce un discours en civil lors de la Fête du peuple jurassien, en tant que porte-parole des Jurassiens vivant à l'extérieur. Le 18 octobre, il est démis de son grade militaire par le Département fédéral militaire en raison de ses prises de position. Le Rassemblement jurassien dénonce cette décision, la qualifiant « d'illégale et contraire à la Constitution », et dépose plusieurs pétitions réclamant la réhabilitation de Romain Berberat ainsi que la démission de Virgile Moine,.

### Premier FLJ
C'est dans ce climat de tensions que naît le Front de libération jurassien. Les 2 et 3 septembre 1962, les premiers graffitis « FLJ », peints en rouge, apparaissent sur trois écussons bernois et trois panneaux de signalisation à Aesch, Brislach, Lucelle (de), sur la sentinelle des Rangiers, ainsi que sur deux panneaux de chantier à Moutier,,. Ce sigle, « FLJ », évoque alors pour la population le nom de « Front de libération du Jura », en résonance avec le FLN (Front de libération nationale), actif en pleine guerre d'Algérie l'année précédente.
Dans le contexte tendu du deuxième projet de place d'armes aux Franches-Montagnes, le FLJ s'engage rapidement dans une lutte active. Le 21 octobre, le FLJ incendie la baraque militaire de Goumois, où l’on retrouve des graffitis « FLJ » et « Vive Berberaz » sur les murs de soubassement. Le 1er mars 1963, le FLJ envoie une première déclaration de ses intentions à plusieurs journaux, et, le 26 mars, le baraquement militaire de Bourrignon est à son tour incendié. Le groupe envoie également des lettres de menace à des personnalités politiques telles que Paul Chaudet, Pierre Balmer et Friedrich Traugott Wahlen.
Dans la nuit du 26 avril 1963, le FLJ incendie la ferme des « Joux Derrière », située sur des terrains vendus à la Confédération pour le projet de place d’armes. La police cantonale réagit par un déploiement massif dans la région, mobilisant une cinquantaine d'agents qui patrouillent les trois villages concernés, surveillent les fermes environnantes, procèdent à des écoutes téléphoniques et mènent des perquisitions nocturnes. Malgré ces efforts, dans la nuit du 18 juillet, la ferme « Sous-la-Côte » est elle aussi incendiée. Le 5 octobre, le FLJ utilise pour la première fois des explosifs : le chalet du « Mont-Soleil », appartenant au conseiller aux États bernois Charles Jeanneret, est détruit. Enfin, le 23 décembre, une explosion vise la scierie de Marc Houmard, président du groupe antiséparatiste des Patriotes jurassiens.
Le 27 février 1964, un attentat à l’explosif est perpétré sur la voie des CFF à Studen. L'attentat, revendiqué par téléphone à plusieurs journaux par le FLJ, conduit la police à intensifier ses écoutes téléphoniques. En mars, à la suite de l'explosion qui vise le bâtiment de la succursale de la Banque cantonale bernoise à Delémont le 12 mars, la police cantonale bernoise et la Division de police parviennent à identifier l'auteur des appels.
Le 25 mars 1964, la police procède à l’arrestation de Jean-Marie Joset, l’auteur des appels, ainsi que de son complice, Marcel Boillat,. Les deux hommes finissent par avouer leurs actes, et le 31 mars, Pierre Dériaz, un autre complice, est également arrêté. Le 1er avril, lors d’une perquisition au domicile de Marcel Boillat, les enquêteurs découvrent de la peinture rouge, des mèches et des détonateurs. Les trois hommes sont emprisonnés et, le 2 avril, ils passent à nouveau aux aveux.
Parallèlement, Lucien Meyrat et Jean-Louis Mettler fondent la « Société de secours aux militants victimes de la lutte pour la patrie jurassienne » (SSVJ), dont l'objectif est de récolter des fonds pour couvrir les honoraires des avocats des trois membres du FLJ, avec le soutien du Rassemblement jurassien.
Le procès s'ouvre le 14 mars 1966 au Tribunal fédéral à Lausanne. Le 18 août, la cour pénale fédérale rend son verdict : Marcel Boillat est condamné à 8 ans de réclusion et à 10 ans de privation des droits civiques, tandis que Jean-Marie Joset écope de 7 ans de réclusion. Pierre Dériaz, quant à lui, reçoit une peine d’un an d'emprisonnement avec sursis,.
Jean-Marie Joset est incarcéré au centre pénitentiaire de Bochuz, à Orbe, où il purgera sa peine tout en obtenant une maturité commerciale. Il est libéré le 22 novembre 1968. Marcel Boillat s'évade le 18 février 1967 du centre pénitentiaire de Crêtelongue, à Granges, avec l’aide de Lucien Meyrat, puis s’enfuit. Il est finalement arrêté le 9 juin 1967 à Madrid, en Espagne. Le 23 juin, la Suisse demande son extradition au gouvernement espagnol, mais, le 19 septembre, les autorités espagnoles refusent cette demande et libèrent Marcel Boillat, qui se voit accorder l’asile politique.
Après la prescription de ses actes, il revient en Suisse en 1987 pour la 40e fête du peuple jurassien, où il est accueilli en héros par les séparatistes.

#### «Les innocents de Courfaivre»
En février 1964, dans le cadre des enquêtes sur les activités du premier FLJ, la police procède à l'arrestation de quatre jeunes séparatistes originaires de Courfaivre : André Tendon, Gilberte Tendon, André Bandelier et Bernard Schaffner, entre le 17 et le 20 du mois. Soupçonnés d’appartenir au FLJ et fondés sur des témoignages fabriqués de toutes pièces, ils sont placés en détention dans des conditions de secret absolu, sans accès à un avocat, et répartis dans quatre prisons distinctes du canton de Berne,.

« André Bandelier est enfermé 24 h/24 dans une cellule de 12 m2, où il n'y a qu'une paillasse garnie d'épeautre, une table et des latrines. «Pour voir le temps qu'il faisait, je devais me coller au mur et regarder par une lucarne.» Trois ou quatre fois par semaine, on lui sert la même pitance: de la choucroute, avec deux pommes de terre et une saucisse de Vienne fripée.
André Bandelier ne s'est pas fait torturer, ou plutôt si, mais moralement.
«C'était énorme», souffle-t-il. On joue avec ses nerfs. Un jour, ses geôliers donnent, à lui le très grand fu-meur, deux cigarettes, mais pas d'allumettes; un autre jour, deux allumettes, mais pas de cigarettes. Autre bas-sesse: «On ouvrait le guichet de la porte de mon cachot, on me montrait le paquet que j'avais reçu, mais on ne me le passait pas.»
Quant aux lettres à sa fiancée, elles ne partent pas s'il s'y trouve la moindre allusion à ce. qu'il vit. «Il suffisait que je lui écrive de ne pas se faire de souci car j'étais innocent et mon courrier n'était pas envoyé», raconte-t-il. Le tourment coûte 7 kg à sa bien-aimée.
Dans son 40e jour d'emprisonnement, André Bandelier tombe sur un entrefilet dans le journal La Suisse, relatant l'arrestation des membres du FLJ.
«Mais on nous a gardés dix jours de plus.» Les innocents de Courfaivre sont libérés le 7 avril, après 51 jours de prison. »

— Le Quotidien jurassien, 21 septembre 2024
Cependant, les 27 février et 12 mars, deux attentats à l'explosif sont revendiqués par le FLJ. Ces actes, qui innocentent logiquement les quatre jeunes, ne sont pourtant pas pris en considération par le juge d'instruction, le président du tribunal et le préfet de Delémont, qui persistent à les accuser. Gilberte Tendon finit par fournir des informations factices à la police et est mise en liberté provisoire le 24 mars. Plusieurs manifestations demandant la libération des jeunes innocents sont organisées, dont une le 2 mars à Courfaivre et une silencieuse le 14 mars à Berne.
Après l'arrestation des véritables membres du FLJ le 25 mars et leurs aveux le 2 avril, les trois autres jeunes sont libérés le 7 avril, après deux mois de détention. Toutefois, la justice bernoise continue de leur reprocher d'être impliqués dans des actes de vandalisme, attribués au FLJ mais non revendiqués.
Le 23 novembre 1964, la Cour suprême bernoise rend son jugement contre les trois jeunes. Le 22 décembre, ils déposent un recours auprès du Tribunal fédéral, qui sera rejeté en 1965. Finalement, le 27 mai 1966, la justice prononce un non-lieu dans l'affaire des « innocents de Courfaivre ».
Cependant, durant l'été 1966, Gilberte Tendon comparaît devant le Tribunal fédéral dans le cadre de la condamnation de Marcel Boillat et Jean-Marie Joset. Le 12 décembre 1969, elle est reconnue coupable de faux témoignage et condamnée à 45 jours d'emprisonnement. Cette décision suscite des protestations de la part du Rassemblement jurassien et du Conseil communal de Courfaivre. Gilberte Tendon sera finalement réhabilitée par le Gouvernement jurassien le 24 juin 1986.
Une « Place des Innocents » a été nommée en leur honneur à Courfaivre.

### Second FLJ
Dès le printemps 1965, d'autres attentats revendiqués par le FLJ se produisent dans le Jura. Alors que les membres fondateurs sont emprisonnés, la police intensifie ses recherches pour identifier les coupables. Il s'agit de Jean-Baptiste Hennin et Imier Cattin, qui sont arrêtés en juin 1966. Les deux hommes avouent leurs actes le 4 juillet et sont incarcérés à l'établissement pénitentiaire de Thorberg, à Krauchthal.
Souffrant de dépression, Jean-Baptiste Hennin est interné à l'asile psychiatrique de Marsens. Il en profite pour s'évader le 16 octobre 1966, avec l'aide de Lucien Meyrat. Après son évasion, il se rend à Paris et se présente aux autorités françaises pour se constituer prisonnier. Cependant, comme aucun mandat d'arrêt international n'existe à son encontre, il est relâché. Un mandat d'arrêt est finalement émis à son nom, et Jean-Baptiste Hennin est arrêté par la police française. Le Rassemblement jurassien et les milieux séparatistes interpellent le Conseil fédéral pour qu'il renonce à demander son extradition.
Le 2 novembre, la Cour d'appel de Paris accorde une liberté provisoire à Jean-Baptiste Hennin. Avant de rendre son jugement définitif, la cour demande un supplément d'information à la Suisse. En 1967, le Conseil fédéral demande officiellement son extradition. Cependant, le 19 juin de la même année, le gouvernement français refuse cette demande et accorde à Hennin le statut de réfugié politique le 3 juillet.
Le 16 janvier 1969, la Cour d'assises du Jura condamne Imier Cattin à 4 ans et demi de réclusion et Jean-Baptiste Hennin à 6 ans et demi de réclusion.
Le 5 décembre 1967, Lucien Meyrat est arrêté pour avoir aidé à l’évasion de Marcel Boillat et de Jean-Baptiste Hennin.

### Troisième ou Nouveau FLJ
Après les plébiscites jurassiens de 1974 et 1975, ainsi que la votation fédérale de 1978, la République et Canton du Jura voit le jour. Dès l'accession à la souveraineté du nouveau canton le 1er janvier 1979, les intérêts des mouvements séparatistes, principalement représentés par le Rassemblement jurassien, et ceux du Gouvernement jurassien commencent à diverger. Les mouvements séparatistes, sous la conduite de Roland Béguelin, continuent de suivre une ligne politique intransigeante. Leurs positions, inchangées depuis 1947, reposent sur une critique acerbe et constante à l'encontre du Conseil exécutif bernois et du Conseil fédéral, qu'ils accusent d'inaction face à la Question jurassienne. Cette posture rigide entraîne des dissensions au sein même du camp séparatiste, certains y étant moins favorables. Le Gouvernement jurassien, lié par sa constitution à s'intégrer dans le cadre de la Confédération, adopte une approche plus modérée. Afin d'apaiser les tensions, il privilégie le dialogue et la réconciliation, cherchant à se rapprocher des antiséparatistes du Jura bernois et du Conseil exécutif bernois, tout en poursuivant le même objectif que les séparatistes : la réunification. Cependant, les relations entre Roland Béguelin et les autorités jurassiennes se dégradent progressivement, menant finalement à une rupture.
C'est dans ce contexte que le Groupe Bélier se détache, dès novembre 1981, du Rassemblement jurassien pour devenir une organisation autonome. Il procède alors à une importante restructuration interne, se limitant désormais à des actions plus ciblées et moins spectaculaires qu’auparavant. Cette réorientation stratégique ne fait toutefois pas l’unanimité au sein du Groupe Bélier. En réaction, certains membres fondent secrètement une sous-organisation clandestine, déterminée à poursuivre des actions plus radicales en faveur du rattachement des territoires jurassiens restés bernois après le plébiscite. L’une de leurs premières actions survient le 26 septembre 1982, avec le vol des urnes au bureau de vote de Vellerat. Le commando revendique alors l’opération au nom de l’Armée de libération du Jura (ALJ).
Le 4 septembre 1985, la sous-organisation clandestine issue du Groupe Bélier perpètre un attentat à l’explosif contre le Tribunal de district de Moutier. L’attaque est revendiquée sous le nom de Deuxième fraction révolutionnaire du Groupe Bélier. Dans la nuit du 13 octobre 1986, la fontaine de la Justice, située dans la vieille ville de Berne, est vandalisée et presque entièrement détruite. Bien que sa destruction n'ait jamais été officiellement revendiquée, cet acte est attribué à la Deuxième fraction révolutionnaire du Groupe Bélier. Entre septembre et décembre 1987, plusieurs séries d’attentats sont perpétrées. Il s’agit principalement d’incendies visant des dépôts de munitions de l’armée et des stands de tir situés sur les territoires jurassien et bernois, ainsi que d’une tentative d’incendie du pont de Büren an der Aare, construit en 1821. Tous ces actes sont revendiqués désormais sous le nom de Nouveau Front de libération jurassien,.
Outre les autorités fédérales et celles du canton de Berne, le gouvernement jurassien condamne également les attentats, les qualifiant de contre-productifs pour l’objectif de réunification. De leur côté, le Rassemblement jurassien et le Groupe Bélier prennent leurs distances vis-à-vis des attaques, tout en critiquant le gouvernement jurassien pour sa condamnation sans nuance de ces actes.
Cherchant à identifier les responsables de la destruction de la fontaine de la Justice à Berne, les autorités cantonales bernoises accusent le Groupe Bélier d’en être à l’origine. Début 1989, elles désignent l’un des membres, Pascal Hêche, comme principal suspect et le condamnent à deux ans de prison en première instance. Afin de protester contre cette condamnation, le 5 avril 1989, le Nouveau Front de libération jurassien incendie le pont de Büren an der Aare.
Pascal Hêche est finalement reconnu coupable le 20 décembre 1991 et condamné à 22 mois d'emprisonnement ainsi qu'à une amende de 200 000 francs suisses. Résidant dans le Jura bernois, Hêche demande l’asile au gouvernement jurassien, plaçant ce dernier dans une position délicate. D’une part, la loi impose l’entraide judiciaire avec le canton de Berne, qui exige son extradition ; d’autre part, livrer un militant séparatiste risquerait de provoquer une forte contestation interne. La situation se débloque grâce à la redécouverte de l’article 67 de la Constitution fédérale, permettant de refuser une extradition en cas de délit politique. Les autorités jurassiennes annoncent qu’elles attendront la décision du Tribunal fédéral sur la qualification de l’acte avant de statuer. Le gouvernement bernois saisit alors le Tribunal fédéral pour trancher la question,.
En 1992, en réponse à cette affaire, le Nouveau Front de libération jurassien lance une nouvelle vague d’attentats : En avril, une bombe incendiaire est déposée dans la maison du conseiller d’État bernois Mario Annoni, à La Neuveville. En mai, l’école germanophone du hameau de Montbautier est incendiée. En juin, la menuiserie de Marc-André Houmard, président de l’organisation pro-bernoise Force démocratique, située à Malleray, est à son tour la cible d’un incendie criminel.
Pour protester contre la condamnation, le Nouveau Front de libération jurassien prépare des représailles. Le 7 janvier 1993, tôt le matin, un attentat à la bombe cible la maison de Guillaume-Albert Houriet, député au Grand Conseil bernois et président du Groupe Sanglier, à Courtelary. Le même matin, une seconde bombe explose dans une voiture stationnée en vieille ville de Berne, au Nydeggstalden (en). Il s’agit de Christophe Bader (de), qui, en tentant de lancer cette bombe artisanale sur l’Hôtel de Ville de Berne, la manipule mal et meurt accidentellement dans l’explosion. Cet attentat manqué suscite une vive indignation au sein de l'opinion publique suisse. En conséquence, le Ministère public de la Confédération procède à l’arrestation de trois séparatistes membres du Groupe Bélier, démantèle le Nouveau Front de libération jurassien, interroge plus d’une cinquantaine de personnes, mène une vingtaine de perquisitions et annonce la découverte de 40 détonateurs ainsi que 22 kilogrammes d’explosifs dissimulés dans plusieurs cachettes souterraines réparties dans les Franches-Montagnes,. Les personnes arrêtées avouent également l’existence de projets d’attentats à venir, notamment contre la caserne militaire de Bure et la statue de Guillaume Tell (en) à Altdorf.
En ce qui concerne Pascal Hêche, le 18 janvier, le Gouvernement jurassien se conforme à la demande du Tribunal fédéral. Toutefois, le Parlement jurassien lui accorde une grâce partielle en réduisant sa peine de moitié le 5 mars.

## Listes des actions du FLJ

### 1erFLJ (1962-1964)
- 2 septembre 1962 : détériorations et tags FLJ sur trois écussons Bernois et trois grands panneaux de signalisation à Aesch, Brislach, Lucelle (de) et dans la vallée de Delémont[1];
- 3 septembre 1962 : détériorations et tags FLJ sur deux panneaux de chantiers, à Moutier, et sur le monument de la Sentinelle des Rangiers, à Asuel[1];
- 21 octobre 1962 :  incendie de la baraque militaire No 63, au lieu-dit «Les Auges», à Goumois[14];
- 28 février 1963 :  nouveaux actes de vandalisme (Détériorations et tags FLJ), à Courrendlin[1];
- 1963 : sabotage de l'indicateur de la fosse aux ours, à Frinvillier[N 4],[19]
- 26 mars 1963 :  incendie du baraquement militaire de Bourrignon[14];
- 26 avril 1963 :  incendie de la ferme des «Joux Derrière», à Montfaucon[40];
- 11 juillet 1963 :  vol d'un détonateur et d'une mèche à l’entreprise Laurent Membrez, à Delémont;
- 12 juillet 1963 :  vol du drapeau bernois de la gare de Courtételle[1];
- 18 juillet 1963 :  incendie de la ferme «Sous-la-Côte», à Montfaucon[41];
- 5 octobre 1963 :  attentat à l’explosif contre le chalet du « Mont-Soleil » (propriété du Conseiller aux États Charles Jeanneret), à Saint-Imier[14];
- 23 décembre 1963 :  attentat à l’explosif contre la scierie de Marc Houmard (Président de l'Union des Patriotes jurassiens), à Malleray[14];
- 27 février 1964 :  attentat à l’explosif sur la voie des CFF à Studen[14];
- 12 mars 1964 :  attentat à l’explosif contre le bâtiment de la succursale de la Banque cantonale de Berne, à Delémont[42].

### 2eFLJ (1965-1966)
- 24 avril 1966 : deux pneus remplis de carburant sont jetés par une fenêtre dans l’Arsenal de Glovelier[1].
- 20 novembre 1965 :  incendie de l’hôtel du Cerf, à Saignelégier[1].
- 4 mars 1966 : attentat au cocktail Molotov contre le bâtiment administratif des impôts à Delémont (47° 21′ 59″ N, 7° 20′ 40″ E )[1].
- 24 mars 1966: tentative d'incendie en lançant par une fenêtre deux pneus remplis de carburant à l'intérieur de l'arsenal de Glovelier[43];
- 29 mai 1966 : incendie de l'hôtel-restaurant de l'Ours du Mont-Crosin, à Cormoret[1];
- 6 juin 1966: tentative d'incendie du Restaurant « Café du Régional » , au Bémont (47° 15′ 52″ N, 7° 00′ 52″ E )[1].

### 3eou Nouveau FLJ (1982-1993)
- 26 septembre 1982: vol des urnes de votations au bureau de vote de Vellerat[29];
- Mai 1984 : sabotage d'une ligne à haute tension entre Lyss et Büren an der Aare[29];
- Mai 1984 : lancer de fumigènes contre la Bourse de Zurich[29];
- Août 1984 : sabotage d’un pylône électrique à Saint-Imier[29];
- 4 septembre 1985 : attentat à l'explosif contre le tribunal du district de Moutier[30];
- 13 octobre 1986 : destruction de la fontaine de la Justice à Berne[30];
- 11 et 23 septembre 1987 : incendie du dépôt de munitions des Reussilles[30];
- 1 octobre 1987 : incendie d'un dépôt de munition à Saignelégier[44];
- 19 octobre 1987 : incendie du stand de tir de Malleray[44];
- 21 octobre 1987 : incendie du stand de tir de Perrefitte[44];
- 28 octobre 1987 : sciage d'un mât des FMB à Reconvilier[44];
- 13 novembre 1987 : tentative d'incendie du pont de Büren an der Aare[32];
- 5 avril 1989 : incendie du pont de Büren an der Aare[30];
- Avril 1992 : tentative d'explosion de la maison du conseiller d’État bernois Mario Annoni, à La Neuveville[30];
- Mai 1992 : incendie de l'école germanophone de Montbautier[30];
- 7 juin 1992 : incendie de la scierie de Marc-André Houmard (président de Force démocratique) à Malleray[30];
- 7 janvier 1993 : explosion de la maison du député Guillaume-Albert Houriet à Courtelary[30];
- 7 janvier 1993 : explosion de la voiture de Christophe Bader (de) au Nydeggestalden, en vieille ville de Berne[30].

## Protagonistes impliqués

### 1erFLJ (1962-1964)
| Groupes                         | Noms                         | Années membre du FLJ | Arrestation     | Condamnation (dates du verdict)                                              | Condamnation effectuée                                              |
| ------------------------------- | ---------------------------- | -------------------- | --------------- | ---------------------------------------------------------------------------- | ------------------------------------------------------------------- |
| Membres                         | Marcel Boillat (1929-2020)   | 1962-1964            | 25 mars 1964    | 8 ans de réclusion et 10 ans de privation des droits civiques (18 août 1966) | Évadé le 18 février 1967 (soit 6 mois) : asile politique en Espagne |
| Membres                         | Jean-Marie Joset (1932-2009) | 1962-1964            | 25 mars 1964    | 7 ans de réclusion (18 août 1966)                                            | Libéré le 22 novembre 1968 (soit 2 ans, 3 mois et 4 jours)          |
| Membres                         | Pierre Dériaz                | 1962-1964            | 31 mars 1964    | 1 an d'emprisonnement avec sursis (18 août 1966)                             | ?                                                                   |
| « Les innocents de Courfaivre » | André Tendon                 | jamais               | 18 février 1964 | ? (23 novembre 1964)                                                         | non lieu prononcé le 27 mai 1966                                    |
| « Les innocents de Courfaivre » | Gilberte Tendon (?-2007)     | jamais               | 18 février 1964 | 45 jours de prison (12 décembre 1969)                                        | 45 jours de prisons                                                 |
| « Les innocents de Courfaivre » | André Bandelier (1942- )     | jamais               | 18 février 1964 | ? (23 novembre 1964)                                                         | non lieu prononcé le 27 mai 1966                                    |
| « Les innocents de Courfaivre » | Bernard Schaffner            | jamais               | 20 février 1964 | ? (23 novembre 1964)                                                         | non lieu prononcé le 27 mai 1966                                    |

### 2eFLJ (1965-1966)
| Groupes   | Noms                             | Années membre du FLJ | Arrestation     | Condamnation (dates du verdict)              | Condamnation effectuée                                                           |
| --------- | -------------------------------- | -------------------- | --------------- | -------------------------------------------- | -------------------------------------------------------------------------------- |
| Membres   | Jean-Baptiste Hennin (1924-1981) | 1965-1966            | juin 1966       | 6 ans et demi de réclusion (16 janvier 1969) | Évadé le 16 octobre 1966 (soit 4 mois et 10 jours) : réfugié politique en France |
| Membres   | Imier Cattin (1924-?)            | 1965-1966            | juin 1966       | 4 ans et demi de réclusion (16 janvier 1969) | ?                                                                                |
| Complices | Lucien Meyrat                    | jamais               | 5 décembre 1967 | ?                                            | ?                                                                                |

### 3eou Nouveau FLJ (1982-1993)
Étant une sous-organisation clandestine, tous ses membres ne sont pas connus.
| Groupes | Noms                              | Années membre du FLJ | Arrestation | Condamnation (dates du verdict) | Condamnation effectuée |
| ------- | --------------------------------- | -------------------- | ----------- | ------------------------------- | ---------------------- |
| Membres | Christophe Bader (de) (1972-1993) | ?-1993               | aucune      |                                 |                        |